# اکتت (بتهوون)
اُکتِت (به انگلیسی: Octet) در می بِمُل ماژور، اُپوس ۱۰۳، از لودویگ فان بتهوون، اثری است در قالب موسیقی مجلسی، که برای هشت سازِ بادی تصنیف شده‌است: دو اُبوا، دو کلارینت، دو فاگوت، و دو کُر (هورن).
بتهوون این اثر را در سال ۱۷۹۲ در بن و پیش از عزیمت به وین و استقرار در آن شهر نوشت.
او در سال ۱۷۹۵ آن را در قالبِ کوئینتتِ زهیِ شماره ۱ (در می بِمُل ماژور، اُپوس ۴) گسترش داد و بازنویسی کرد.
اُکتت، با وجودِ شمارهٔ اُپوس آن (۱۰۳)، جزو آثار اولیهٔ بتهوون به‌شمار می‌رود. این اثر حدود ۶ سال پس از درگذشتِ بتهوون، در ۱۸۳۴ و از سوی آرتاریا منتشر شد، و منطقِ شمارهٔ اُپوسِ آن نیز از همین جهت است.

## ساختار
اُکتِت از ۴ موومان تشکیل شده‌است:
1. آلگرو
2. آندانته
3. منوئه
4. پرِستو